# Rafał Filip
Rafał Stanisław Filip – polski lekarz, dr hab. nauk medycznych.

## Życiorys
27 lutego 2001 obronił pracę doktorską Czynniki ryzyka osteoporozy a gęstość kości w badaniu densytometrycznym kobiet z regionu lubelskiego, 29 kwietnia 2009 habilitował się na podstawie pracy zatytułowanej Wchłanianie, dystrybucja, metabolizm oraz biologiczne efekty kwasu α-ketoglutarowego w warunkach żywienia doustnego i enteralnego. 
Został zatrudniony na stanowisku profesora nadzwyczajnego w Instytucie Pielęgniarstwa i Nauk o Zdrowiu na Wydziale Medycznym Uniwersytetu Rzeszowskiego, Instytucie Medycyny Wsi im. Witolda Chodźki w Lublinie (gdzie był sekretarzem generalnym) oraz w Katedrze Dietetyki na Wydziale Nauk o Żywieniu Człowieka i Konsumpcji Szkoły Głównej Gospodarstwa Wiejskiego w Warszawie.
Pracuje na stanowisku profesora uczelni w Instytucie Nauk Medycznych Uniwersytetu Rzeszowskiego i profesora wizytującego w Instytucie Ochrony Zdrowia Państwowej Wyższej Szkole Technicznej i Ekonomicznej im. ks. Bronisława Markiewicza w Jarosławiu.